# 강릉 굴산사지
강릉 굴산사지(江陵 崛山寺址)는 대한민국 강원특별자치도 강릉시 구정면 학산2리 윗골마을의 마을회관 일대에 있는 절터이다. 2003년 6월 2일 대한민국의 사적 제448호로 지정되었다.

## 개요
굴산사는 신라 문성왕 13년(851)에 범일국사(梵日國師, 810∼889)가 창건한 사찰로, 한국 9산선문(九山禪門) 중의 하나인 사굴산문의 중심 사찰이었다. 굴산사는 고려시대에는 지방호족들의 지원하에 번성한 후 조선초 이후의 문헌에는 등장하지 않는 것으로 보아 조선초 이후에는 폐사된 것으로 추정된다.
현재 이곳에는 한국에서 가장 큰 강릉 굴산사지 당간지주(보물 제86호), 범일국사의 것으로 추정되는 강릉 굴산사지 승탑(보물 제85호), 강릉 굴산사지 석불좌상(강원도문화재자료 제38호) 등이 남아 있어 굴산사 당시의 규모를 짐작할 수 있다.
굴산사지 일대는 현재 주변이 농경지로 변하여 사역의 정확한 범위를 알 수 없었으나, 2002년 태풍 ‘루사’로 인한 수해로 긴급발굴조사를 실시한 결과, 사역의 크기는 동-서 140m, 남-북 250m의 크기로 확인되었다. 또한 토층은 3개층의 문화층이 확인되었는데, 1·2문화층은 유실되었으나 3문화층은 아직 남아있는 부분이 많은 것으로 확인되었으며, 법당지·승방지·회랑지·탑지 등도 확인되었다.
강릉 굴산사지는 한국 9산선문의 중심사찰로서, 2002년 태풍 루사로 인한 수해로 긴급발굴조사를 통해 법당지·승방지·회랑지 등의 유구가 확인된 역사상·학술상 귀중한 유적이다.

## 같이 보기
- 강릉 굴산사지 승탑 - 보물 제85호
- 강릉 굴산사지 당간지주 - 보물 제86호
- 강릉 굴산사지 석불좌상 - 강원도 문화재자료 제38호

## 참고 자료
- 강릉 굴산사지 - 국가유산청 국가유산포털